# Province de Surin
Pour les articles homonymes, voir Surin.
Surin (en thaï : สุรินทร์) est une province (changwat) de Thaïlande.
Elle est située dans la région nord-est du pays, aussi appelée Isan. Sa capitale est la ville de Surin.

## Subdivisions

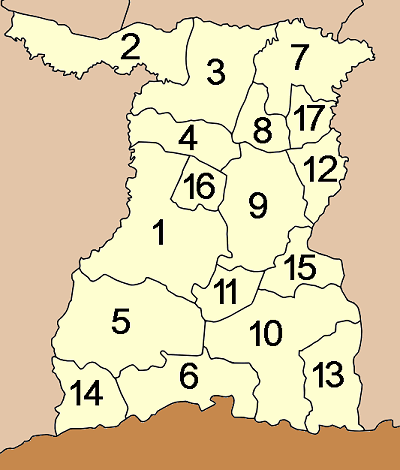
Carte des amphoe de la province de Surin.

Surin est subdivisée en 17 districts (amphoe) : Ces districts sont eux-mêmes subdivisés en 158 sous-districts (tambon) et 2 011 villages (muban).

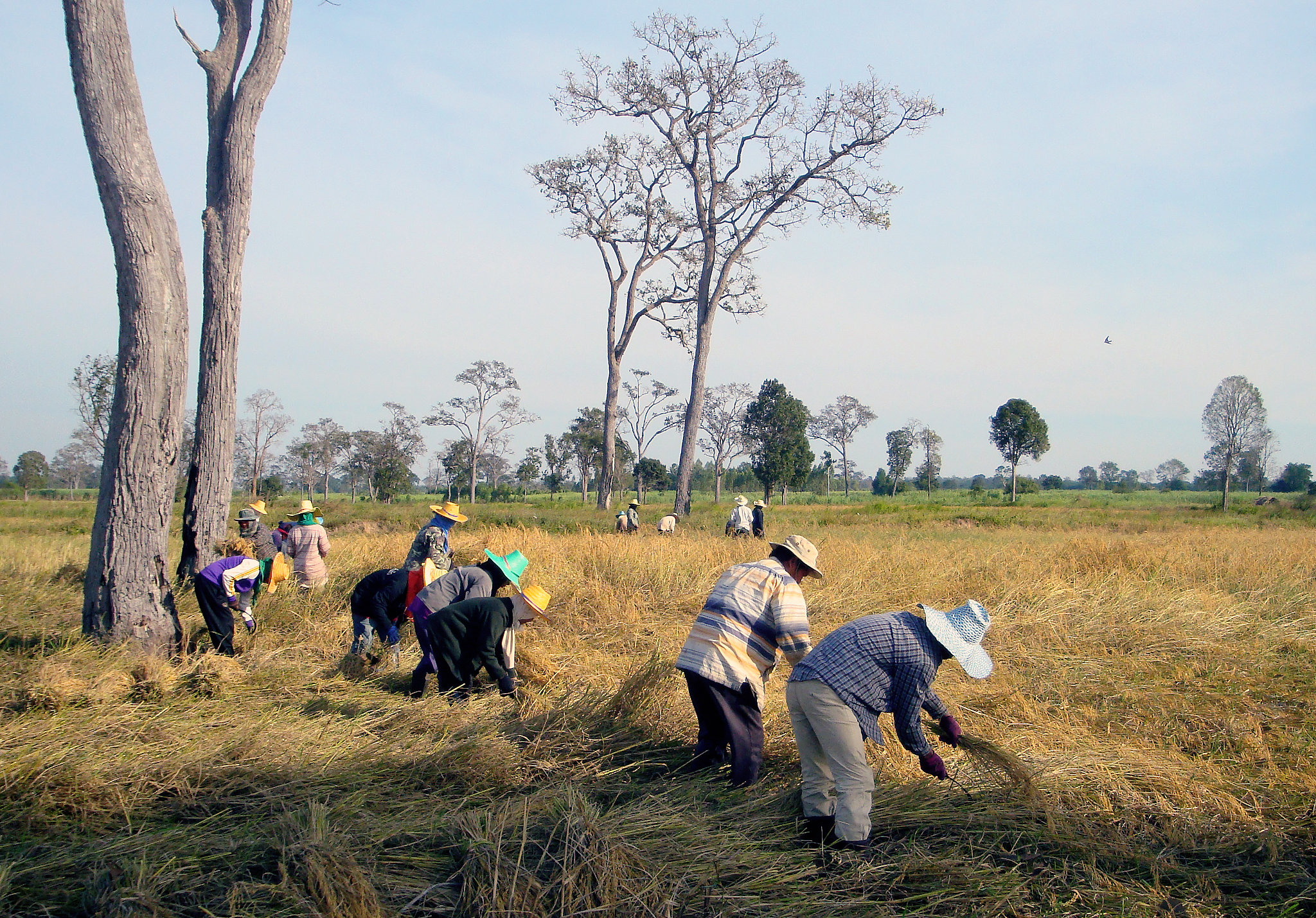
Culture du riz.

Vie paysanne
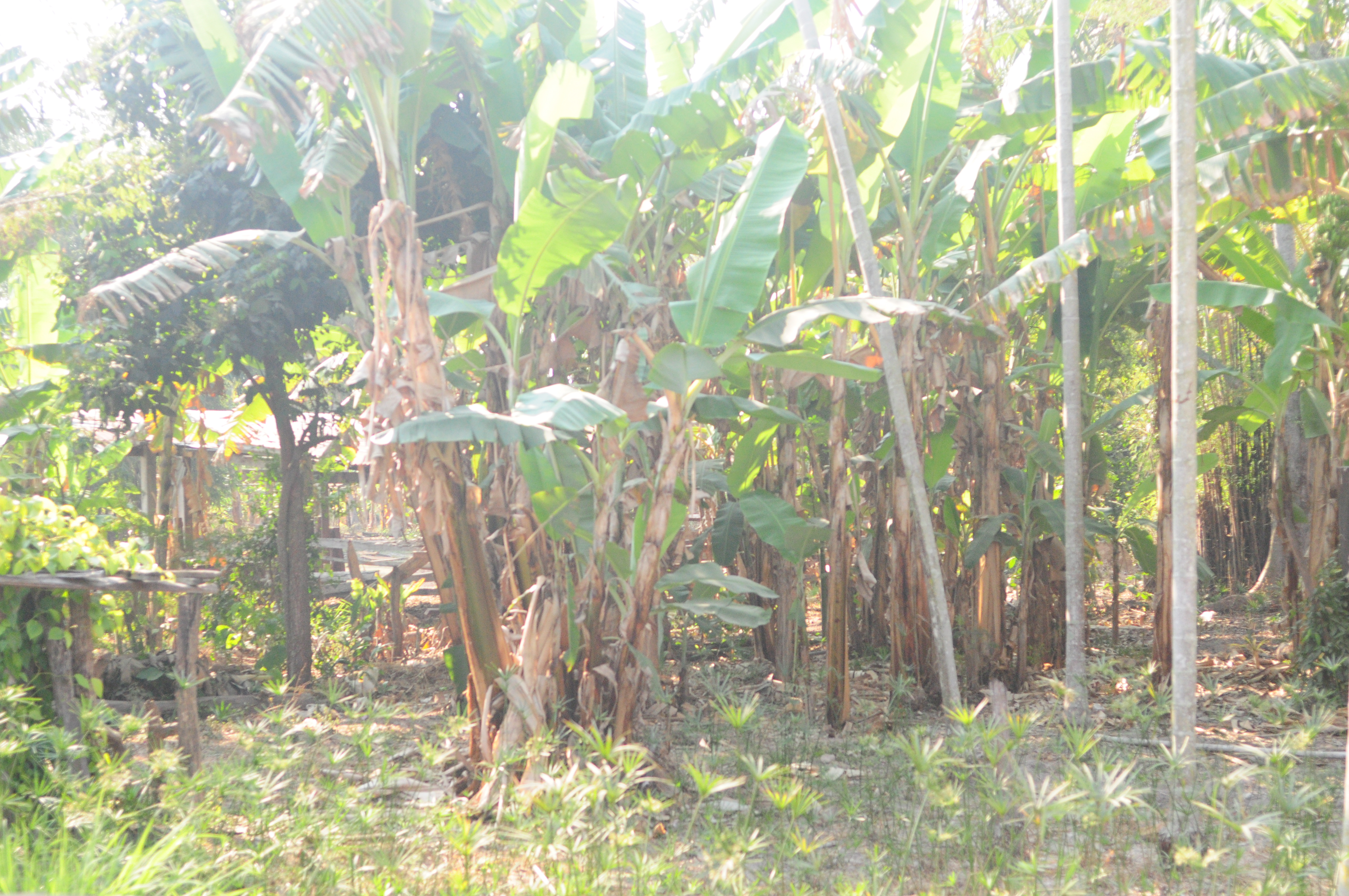
plantation de bananes
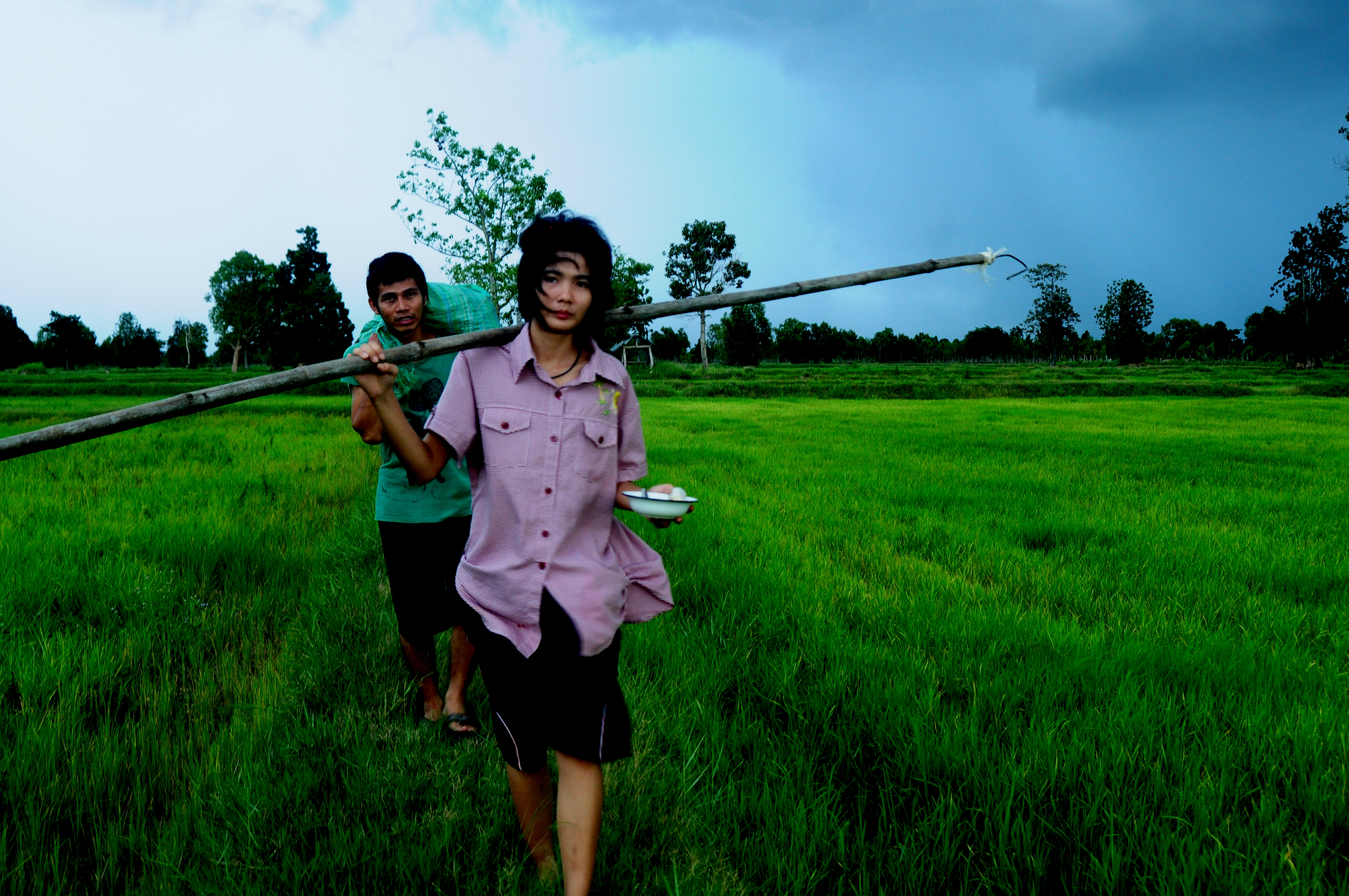
jeunes dans les rizières
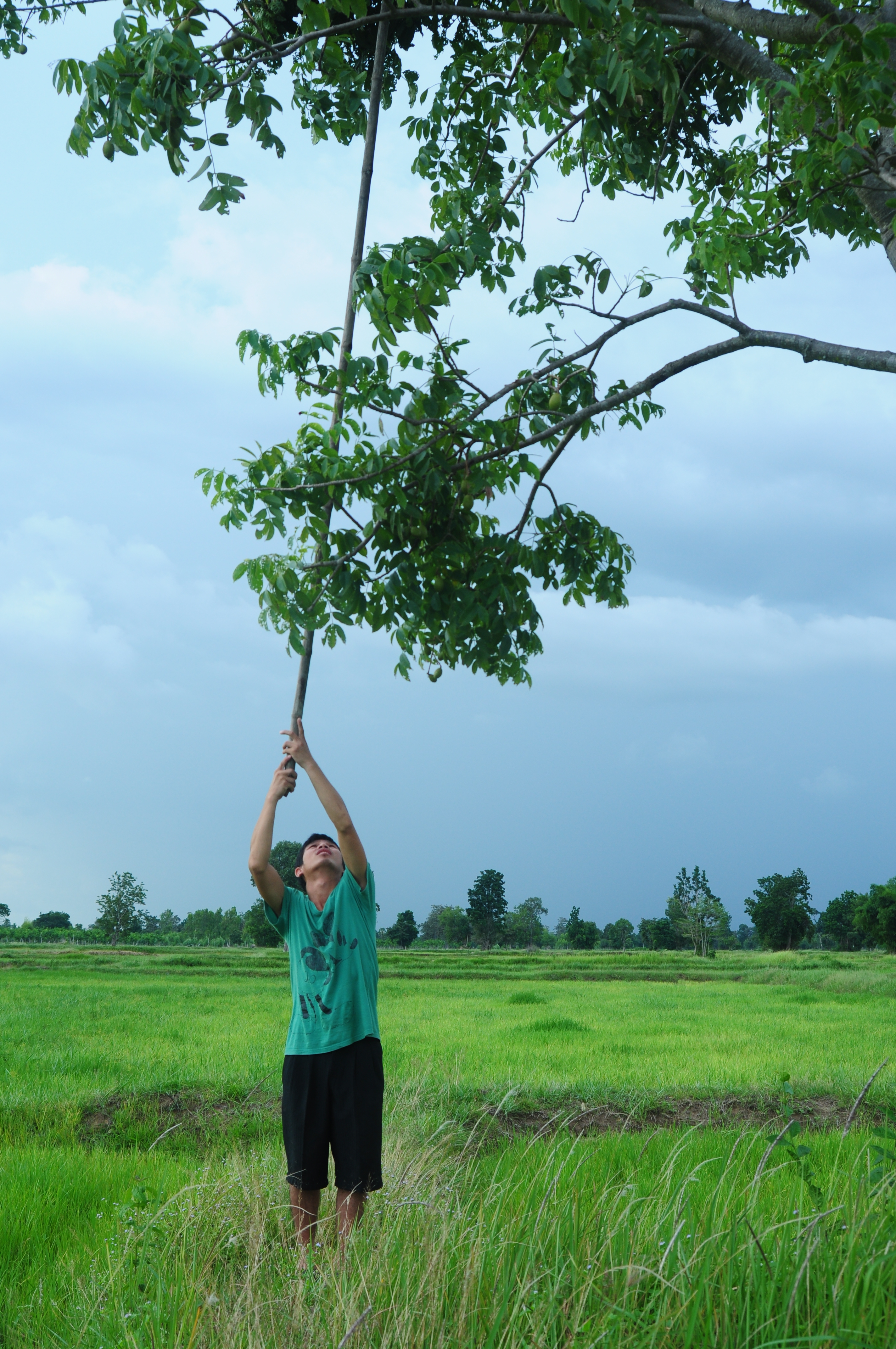
jeune gaulant des fruits dans les rizières

## Monuments
La province faisait jadis partie de l'Empire khmer. Elle en a conservé de nombreux vestiges :
| - Prasat Ban Phlai - Prasat Ban Phluang - Prasat Ban Prasat - Prasat Beng - Prasat Hin Chom Phra | - Prasat Muen Chai - Prasat Phum Pon - Prasat Sangkha - Prasat Sikhoraphum - Prasat Ta Muen | - Prasat Ta Muen Thom - Prasat Ta Muen Toch - Prasat Tao Thong - Prasat Tha Piang Tia - Prasat Yai Ngao |